# Olympische Sommerspiele 2016/Leichtathletik – 800 m (Männer)

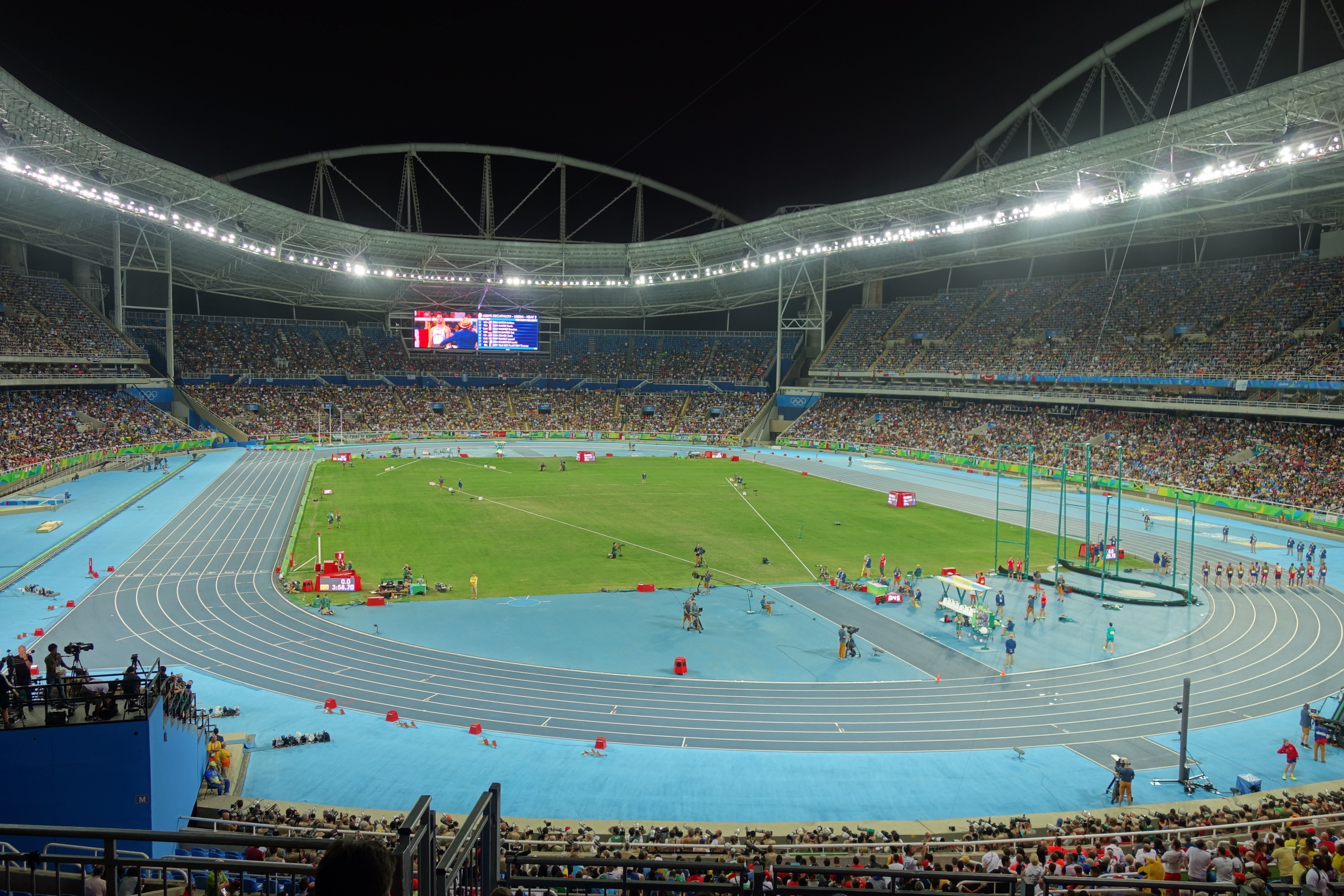
Innenraum des Estádio Olímpico João Havelange während der Spiele von Rio

Der 800-Meter-Lauf der Männer bei den Olympischen Spielen 2016 in Rio de Janeiro wurde am 12., 13. und 15. August 2016 im Estádio Olímpico João Havelange ausgetragen. 57 Athleten nahmen teil.
Seinen zweiten Olympiasieg in Folge errang der Kenianer David Lekuta Rudisha. Er gewann vor dem Algerier Taoufik Makhloufi und dem US-Amerikaner Clayton Murphy.
Athleten aus Deutschland, der Schweiz, Österreich und Liechtenstein nahmen nicht teil.
Der aus dem Südsudan stammende Yiech Biel nahm als Flüchtling aus seinem Heimatland unter der olympischen Flagge und dem Kürzel ROT (Refugee Olympic Team) teil.

## Aktuelle Titelträger
| Olympiasieger                         | David Lekuta Rudisha ( Kenia)     | 1:40,91 min | London 2012    |
| Weltmeister                           | David Lekuta Rudisha ( Kenia)     | 1:45,84 min | Peking 2015    |
| Europameister                         | Adam Kszczot ( Polen)             | 1:45,18 min | Amsterdam 2016 |
| Nord-/Zentralamerika-/Karibik-Meister | Ryan Martin ( USA)                | 1:45,79 min | San José 2015  |
| Südamerika-Meister                    | Rafith Rodríguez ( Kolumbien)     | 1:46,48 min | Lima 2015      |
| Asienmeister                          | Musaeb Abdulrahman Balla ( Katar) | 1:49,40 min | Wuhan 2015     |
| Afrikameister                         | Nijel Amos ( Botswana)            | 1:45,11 min | Durban 2016    |
| Ozeanienmeister                       | Sam Russell ( Australien)         | 1:45,18 min | Cairns 2015    |

## Rekorde

### Bestehende Rekorde
| Weltrekord         | David Lekuta Rudisha ( Kenia) | 1:40,91 min | Finale OS London, Großbritannien | 9. August 2012 |
| Olympischer Rekord | David Lekuta Rudisha ( Kenia) | 1:40,91 min | Finale OS London, Großbritannien | 9. August 2012 |

Der bestehende olympische Rekord, gleichzeitig Weltrekord, wurde bei diesen Spielen nicht erreicht. Die schnellste Zeit erzielte der kenianische Olympiasieger David Lekuta Rudisha mit 1:42,15 min im Finale am 15. August. Damit verfehlte er seinen eigenen Rekord um 1,34 Sekunden.

### Rekordverbesserungen
Es wurden zwei neue Landesrekorde aufgestellt:
- 1:52,14 min – Benjamín Enzema (Äquatorialguinea)
- 1:42,61 min – Taoufik Makhloufi (Algerien)

Anmerkung:
Alle Zeitangaben sind auf die Ortszeit Rio (UTC-3) bezogen.

## Vorrunde
Die Athleten traten zu insgesamt sieben Vorläufen an. Für das Halbfinale qualifizierten sich pro Lauf die ersten drei Athleten (hellblau unterlegt). Darüber hinaus kamen die drei Zeitschnellsten, die sogenannten Lucky Loser (hellgrün unterlegt), weiter.

### Vorlauf 1

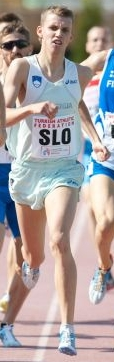
Žan Rudolf – ausgeschieden als Fünfter des ersten Vorlaufs
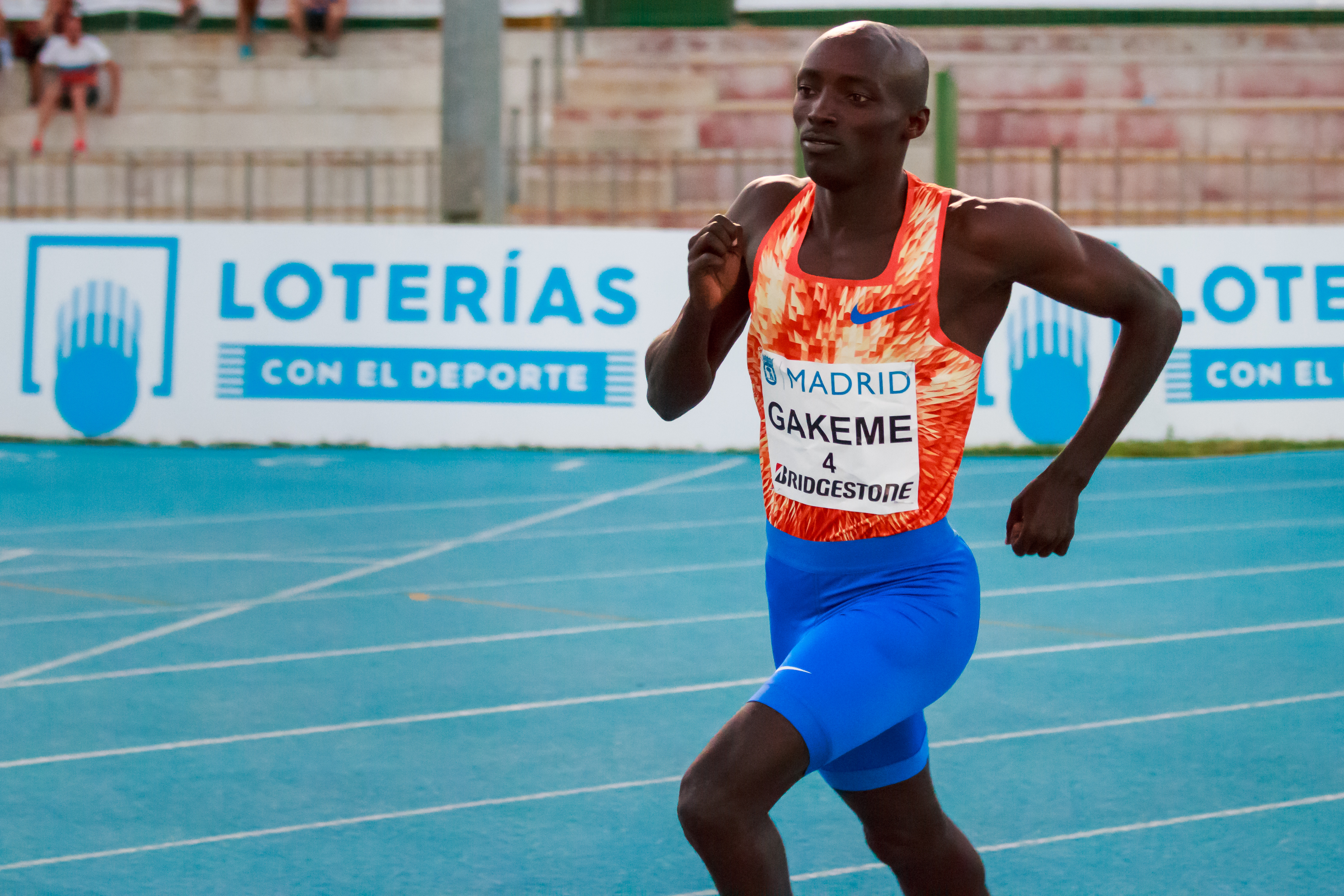
Antoine Gakeme – ausgeschieden als Sechster des ersten Vorlaufs

12. August 2016, 10:10 Uhr
Musa Hajdari war der erste Leichtathlet, der für den Kosovo bei Olympischen Spielen an den Start ging.
| Platz | Name              | Nation                  | Zeit        | Anmerkung                                              |
| ----- | ----------------- | ----------------------- | ----------- | ------------------------------------------------------ |
| 1     | Ayanleh Souleiman | Dschibuti               | 1:45,48 min |                                                        |
| 2     | Amel Tuka         | Bosnien und Herzegowina | 1:45,72 min |                                                        |
| 3     | Boris Berian      | USA                     | 1:45,87 min |                                                        |
| 4     | Kleberson Davide  | Brasilien               | 1:46,14 min |                                                        |
| 5     | Žan Rudolf        | Slowenien               | 1:46,93 min |                                                        |
| 6     | Antoine Gakeme    | Burundi                 | 1:47,46 min |                                                        |
| 7     | Musa Hajdari      | Kosovo                  | 1:48,41 min |                                                        |
| DSQ   | Abraham Rotich    | Bahrain                 |             | Weltleichtathletikverband Regel 163.3 – Bahnübertreten |

### Vorlauf 2
12. August 2016, 10:18 Uhr
| Platz | Name                      | Nation      | Zeit        |
| ----- | ------------------------- | ----------- | ----------- |
| 1     | Adam Kszczot              | Polen       | 1:45,83 min |
| 2     | Ferguson Cheruiyot Rotich | Kenia       | 1:46,00 min |
| 3     | Andrés Arroyo             | Puerto Rico | 1:46,17 min |
| 4     | Hamada Mohamed            | Ägypten     | 1:46,65 min |
| 5     | Rafith Rodríguez          | Kolumbien   | 1:46,65 min |
| 6     | Boitumelo Masilo          | Botswana    | 1:48,48 min |
| 7     | Luke Mathews              | Australien  | 1:50,17 min |
| 8     | Brice Etès                | Monaco      | 1:50,40 min |

### Vorlauf 3

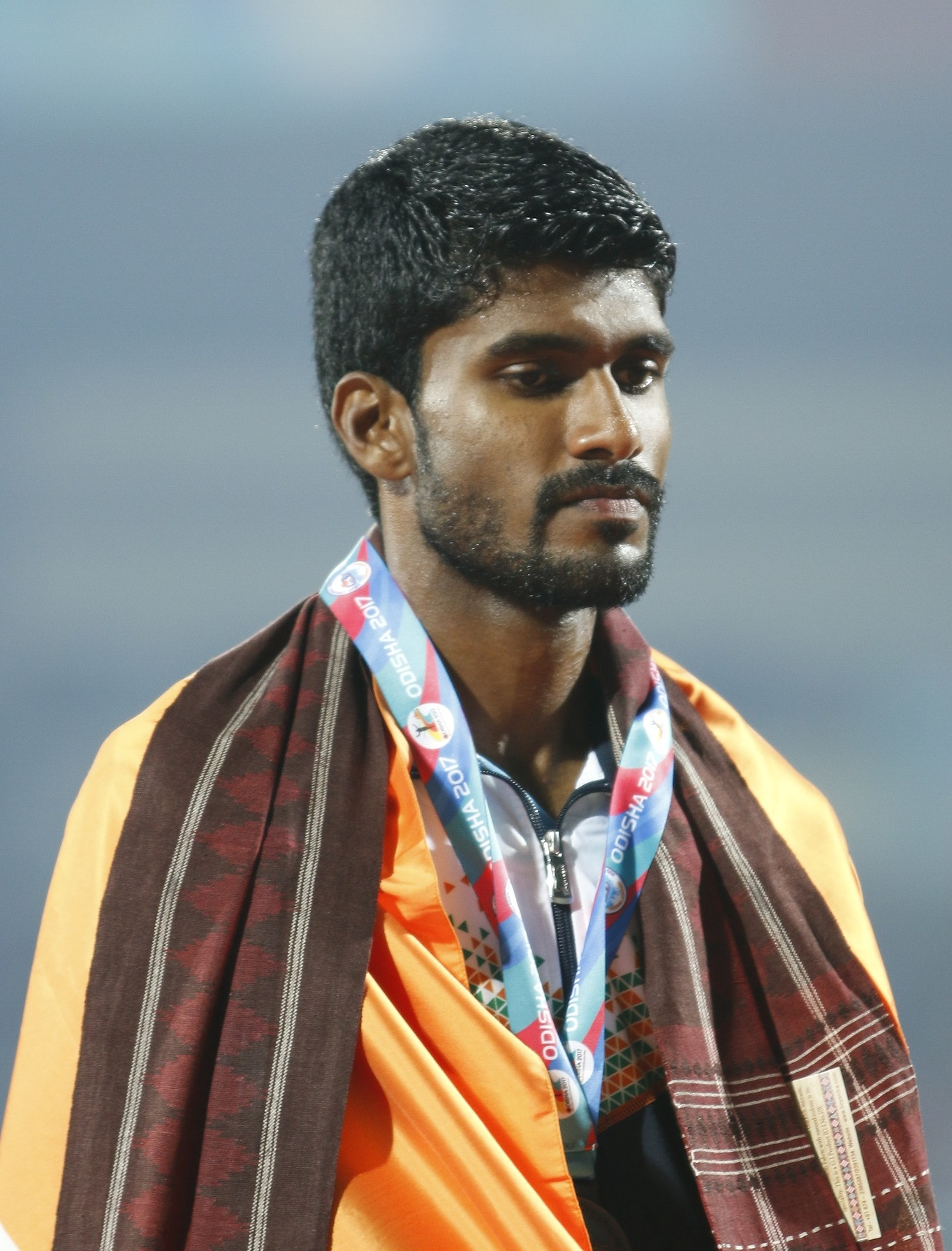
Jinson Johnson – ausgeschieden als Fünfter des zweiten Vorlaufs
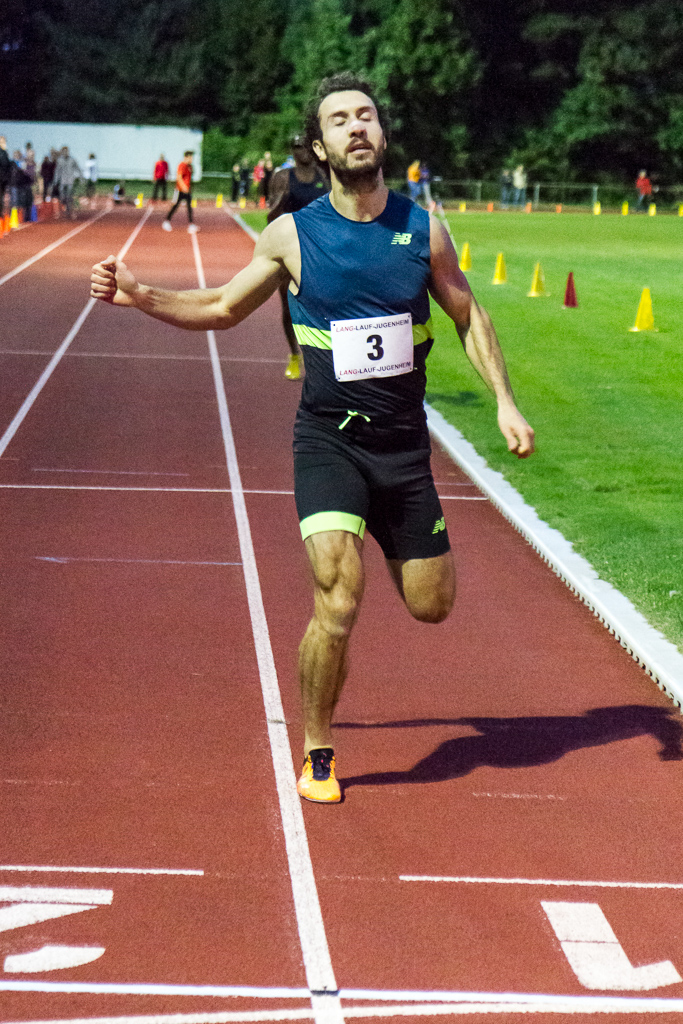
Anthony Romaniw – ausgeschieden als Sechster des zweiten Vorlaufs

12. August 2016, 10:26 Uhr
| Platz | Name                 | Nation           | Zeit        | Anmerkung |
| ----- | -------------------- | ---------------- | ----------- | --------- |
| 1     | David Lekuta Rudisha | Kenia            | 1:45,09 min |           |
| 2     | Rynardt van Rensburg | Südafrika        | 1:45,67 min |           |
| 3     | Michael Rimmer       | Großbritannien   | 1:45,99 min |           |
| 4     | Clayton Murphy       | USA              | 1:46,18 min |           |
| 5     | Jinson Johnson       | Indien           | 1:47,27 min |           |
| 6     | Anthony Romaniw      | Kanada           | 1:47,49 min |           |
| 7     | Lutimar Paes         | Brasilien        | 1:48,38 min |           |
| 8     | Benjamín Enzema      | Äquatorialguinea | 1:52,14 min | NR        |
| 9     | Alex Beddoes         | Cookinseln       | 1:52,76 min |           |

### Vorlauf 4
12. August 2016, 10:34 Uhr

| Platz | Name             | Nation               | Zeit        | Anmerkung                                              |
| ----- | ---------------- | -------------------- | ----------- | ------------------------------------------------------ |
| 1     | Alfred Kipketer  | Kenia                | 1:46,61 min |                                                        |
| 2     | Andreas Bube     | Dänemark             | 1:46,67 min |                                                        |
| 3     | Yassine Hethat   | Algerien             | 1:46,81 min |                                                        |
| 4     | Álvaro de Arriba | Spanien              | 1:46,86 min |                                                        |
| 5     | Wesley Vázquez   | Puerto Rico          | 1:46,96 min |                                                        |
| 6     | Charles Jock     | USA                  | 1:47,06 min |                                                        |
| 7     | Elliot Giles     | Großbritannien       | 1:47,88 min |                                                        |
| 8     | Yiech Biel       | Refugee Olympic Team | 1:54,67 min | Flüchtling aus dem Südsudan                            |
| DSQ   | Joshua Ilustre   | Guam                 |             | Weltleichtathletikverband Regel 163.3 – Bahnübertreten |

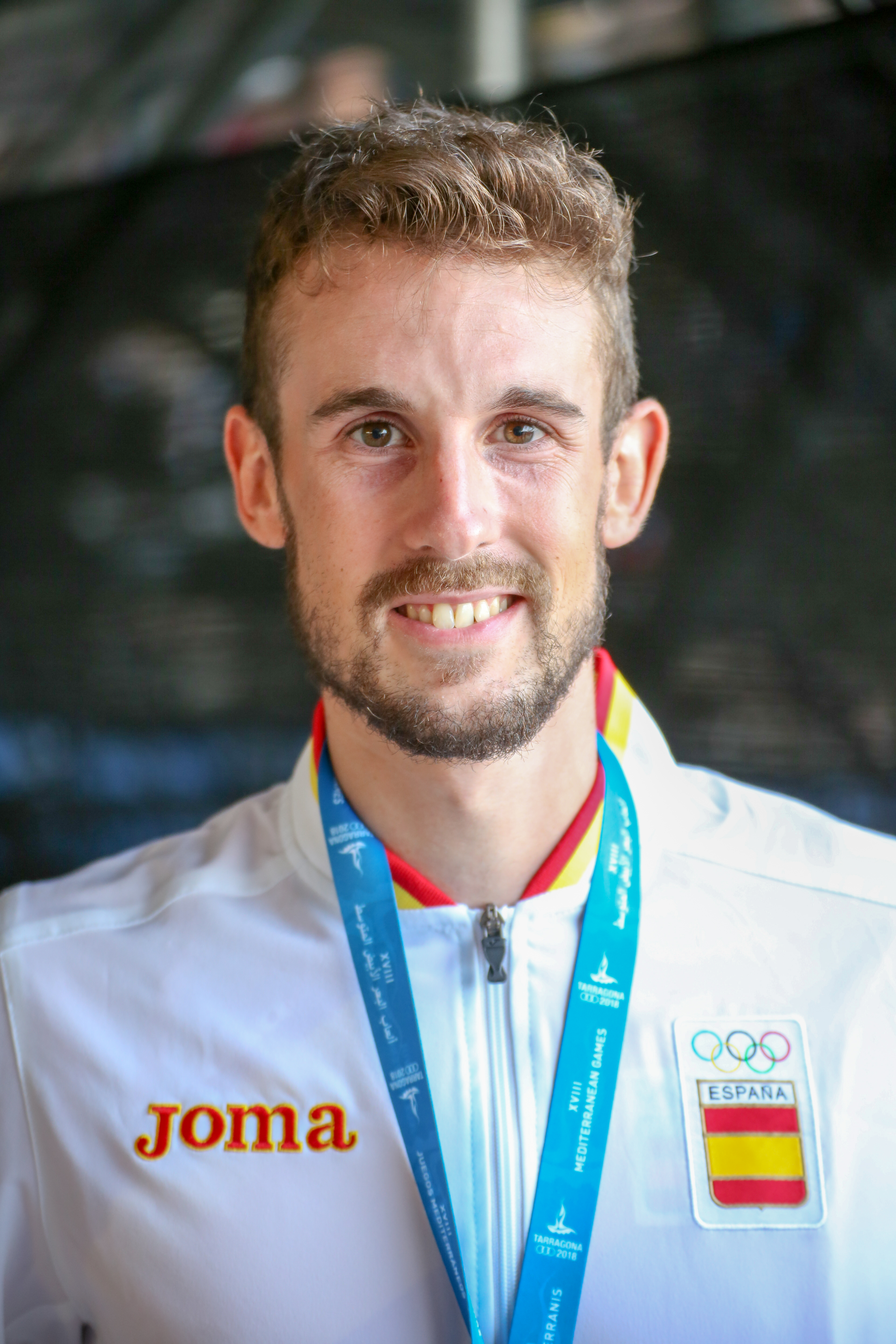
Álvaro de Arriba – ausgeschieden als Vierter des vierten Vorlaufs

Weitere im ten Vorlauf ausgeschiedene Läufer:

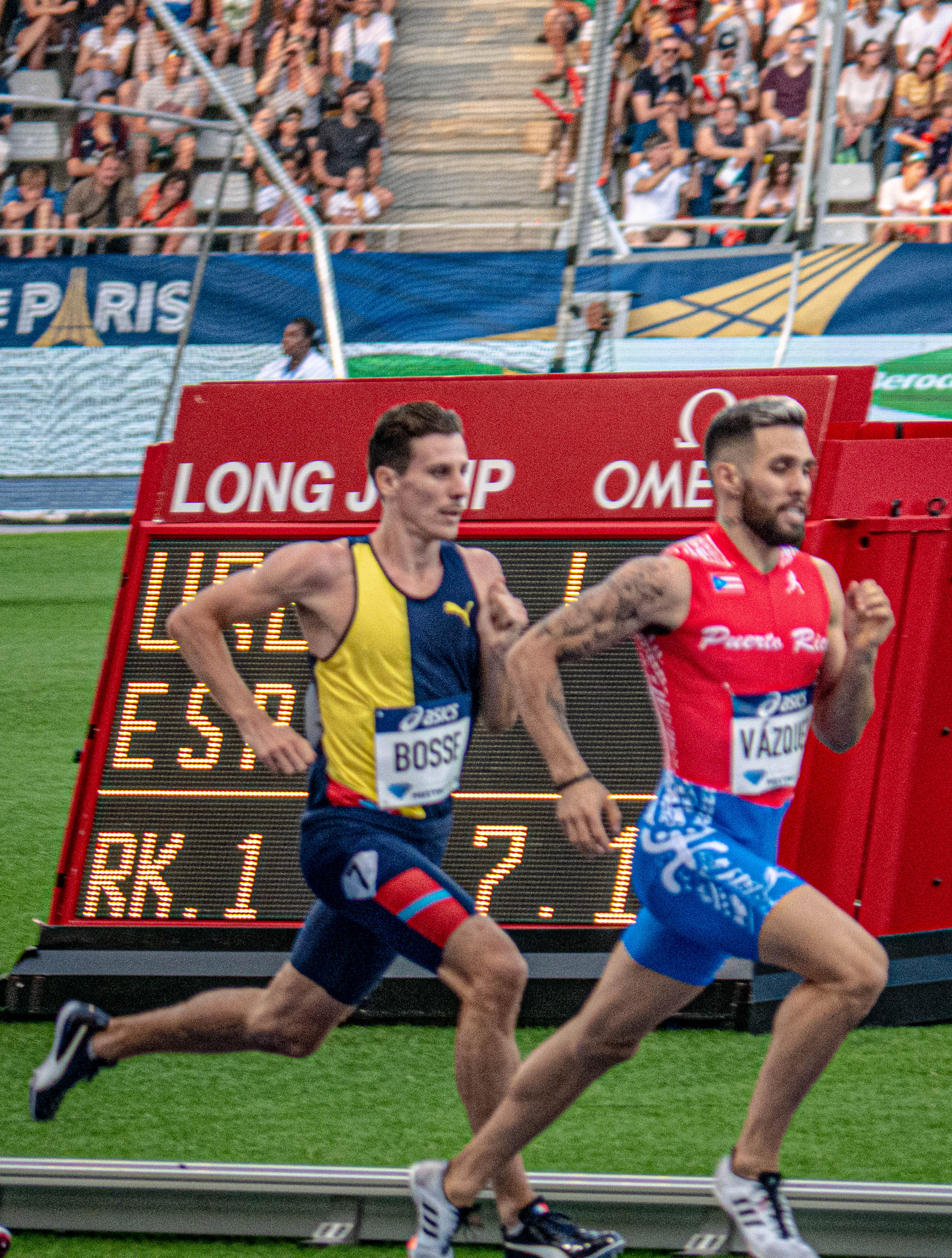
Wesley Vázquez (rechts) – Rang fünf
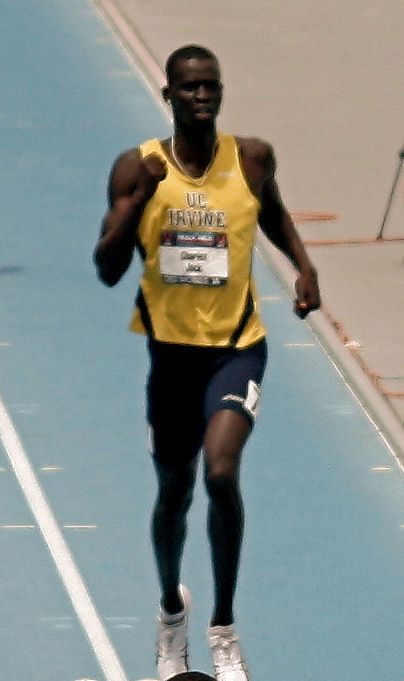
Charles Jock – Rang sechs
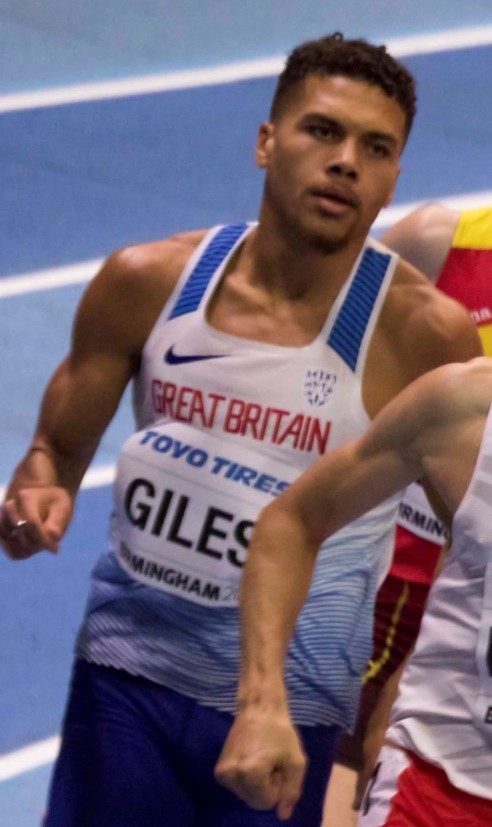
Elliot Giles – Rang sieben
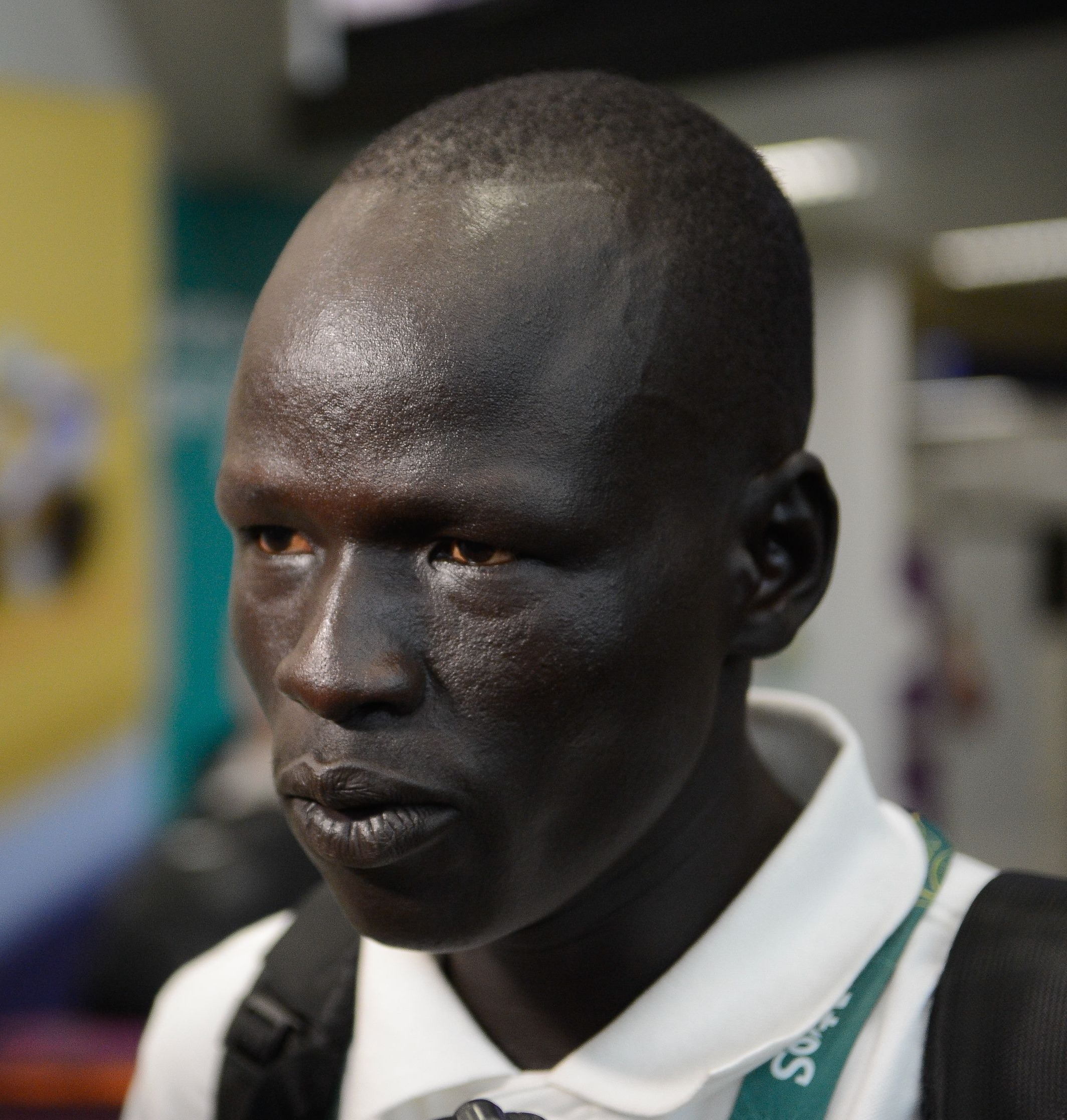
Yiech Biel – Rang acht

### Vorlauf 5
12. August 2016, 10:42 Uhr
| Platz | Name               | Nation    | Zeit        |
| ----- | ------------------ | --------- | ----------- |
| 1     | Taoufik Makhloufi  | Algerien  | 1:49,17 min |
| 2     | Mostafa Smaili     | Marokko   | 1:49,29 min |
| 3     | Giordano Benedetti | Italien   | 1:49,40 min |
| 4     | Shō Kawamoto       | Japan     | 1:49,41 min |
| 5     | Jacob Rozani       | Südafrika | 1:49,79 min |
| 6     | Jozef Repčík       | Slowakei  | 1:49,95 min |
| 7     | Nijel Amos         | Botswana  | 1:50,46 min |
| 8     | Kevín López        | Spanien   | 1:53,41 min |

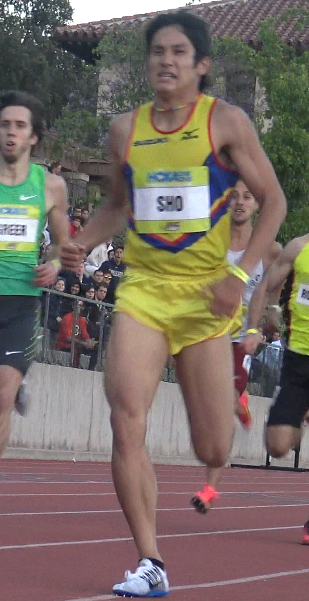
Shō Kawamoto – ausgeschieden als Vierter des fünften Vorlaufs

Weitere im fünften Vorlauf ausgeschiedene Läufer:

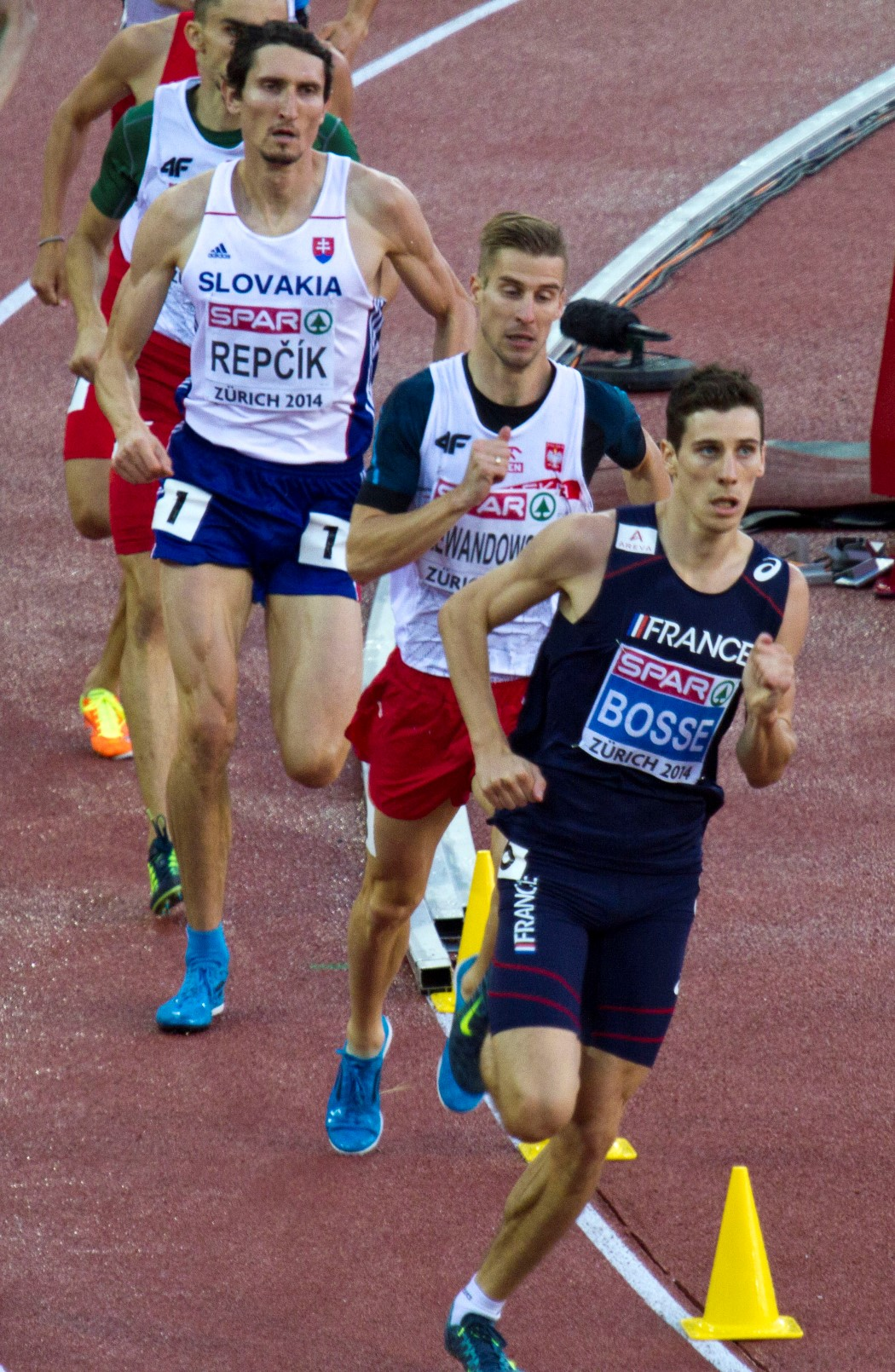
Jozef Repčík (Dritter von rechts) – Rang sechs
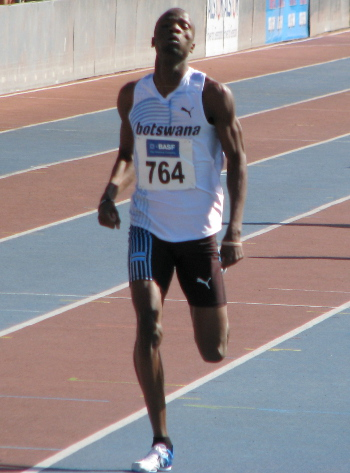
Nijel Amos – Rang sieben
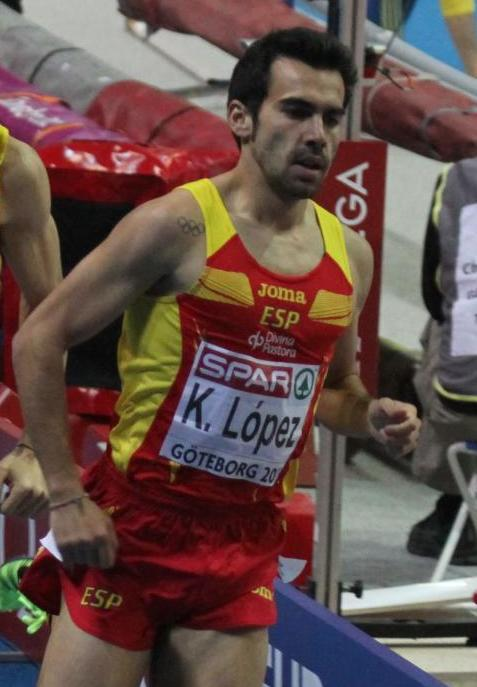
Kevín López – Rang acht

### Vorlauf 6
12. August 2016, 10:50 Uhr
| Platz | Name                    | Nation     | Zeit        |
| ----- | ----------------------- | ---------- | ----------- |
| 1     | Brandon McBride         | Kanada     | 1:45,99 min |
| 2     | Marcin Lewandowski      | Polen      | 1:46,35 min |
| 3     | Mark English            | Irland     | 1:46,40 min |
| 4     | Jeffrey Riseley         | Australien | 1:46,93 min |
| 5     | Abubaker Haydar Abdalla | Katar      | 1:47,81 min |
| 6     | Pol Moya                | Andorra    | 1:48,88 min |
| 7     | Alex Amankwah           | Ghana      | 1:50,33 min |
| DNF   | Abdelati el-Guesse      | Marokko    |             |

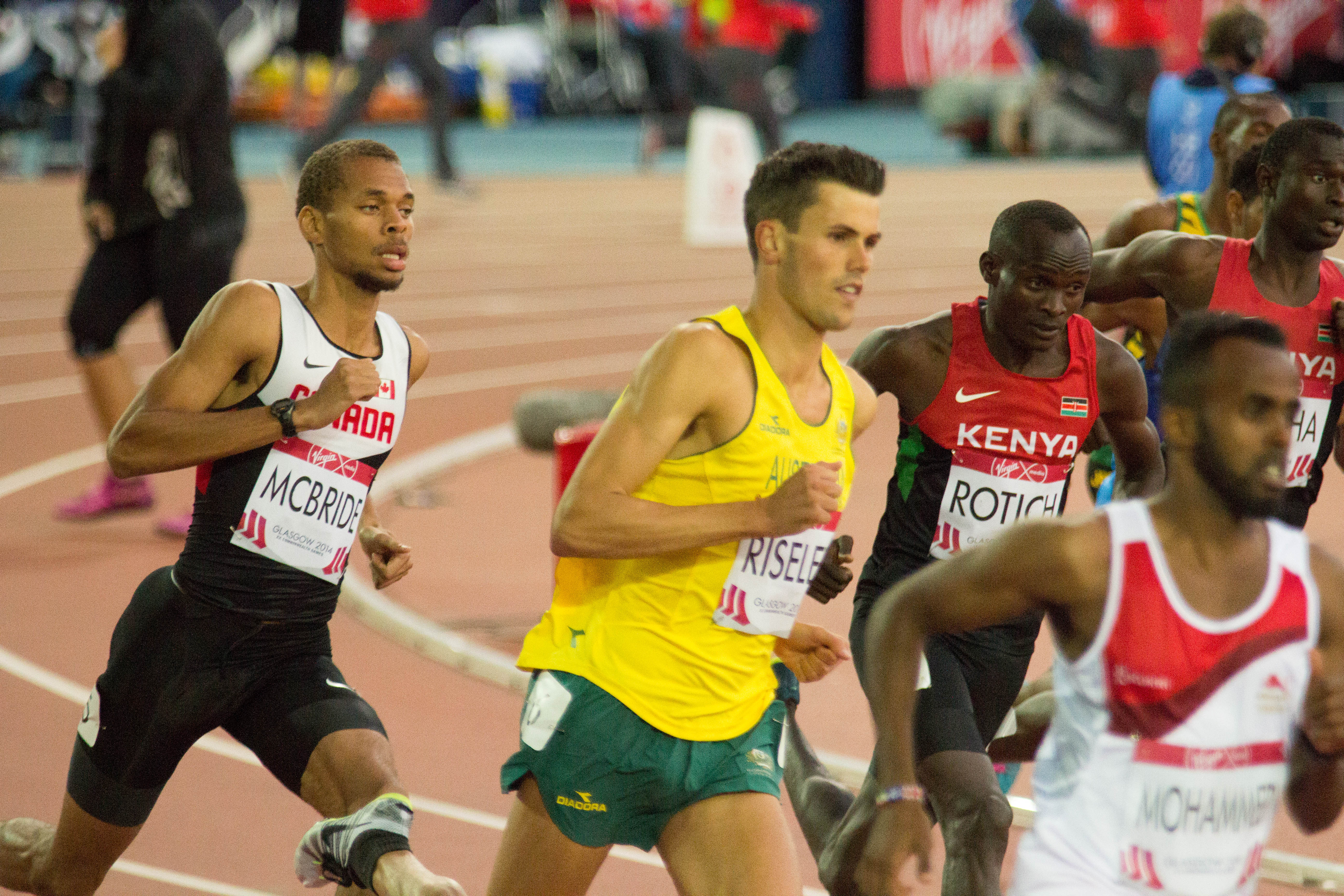
Jeffrey Riseley (gelbes Trikot) – ausgeschieden als Vierter des sechsten Vorlaufs

Weitere im sechsten Vorlauf ausgeschiedene Läufer:

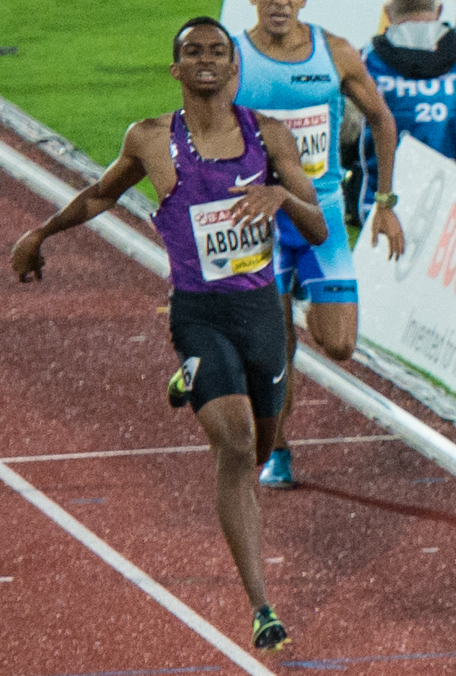
Abubaker Haydar Abdalla – Rang fünf
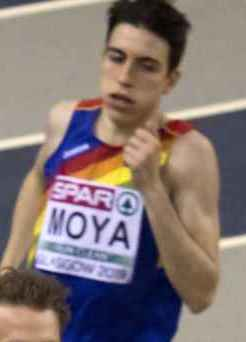
Pol Moya – Rang sechs
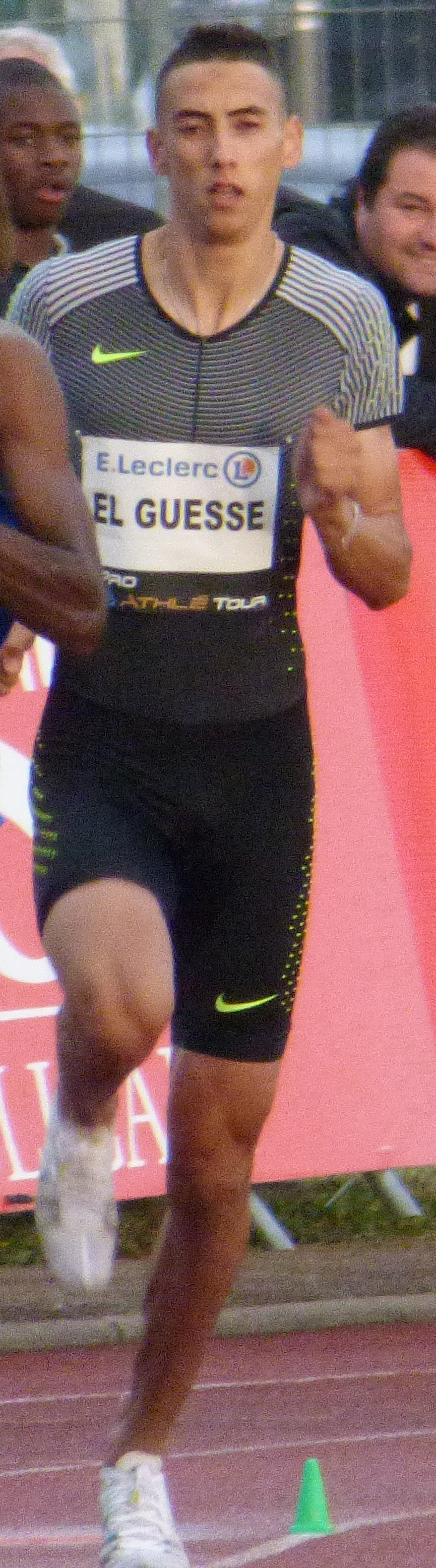
Abdelati el-Guesse – Rennen nicht beendet

### Vorlauf 7

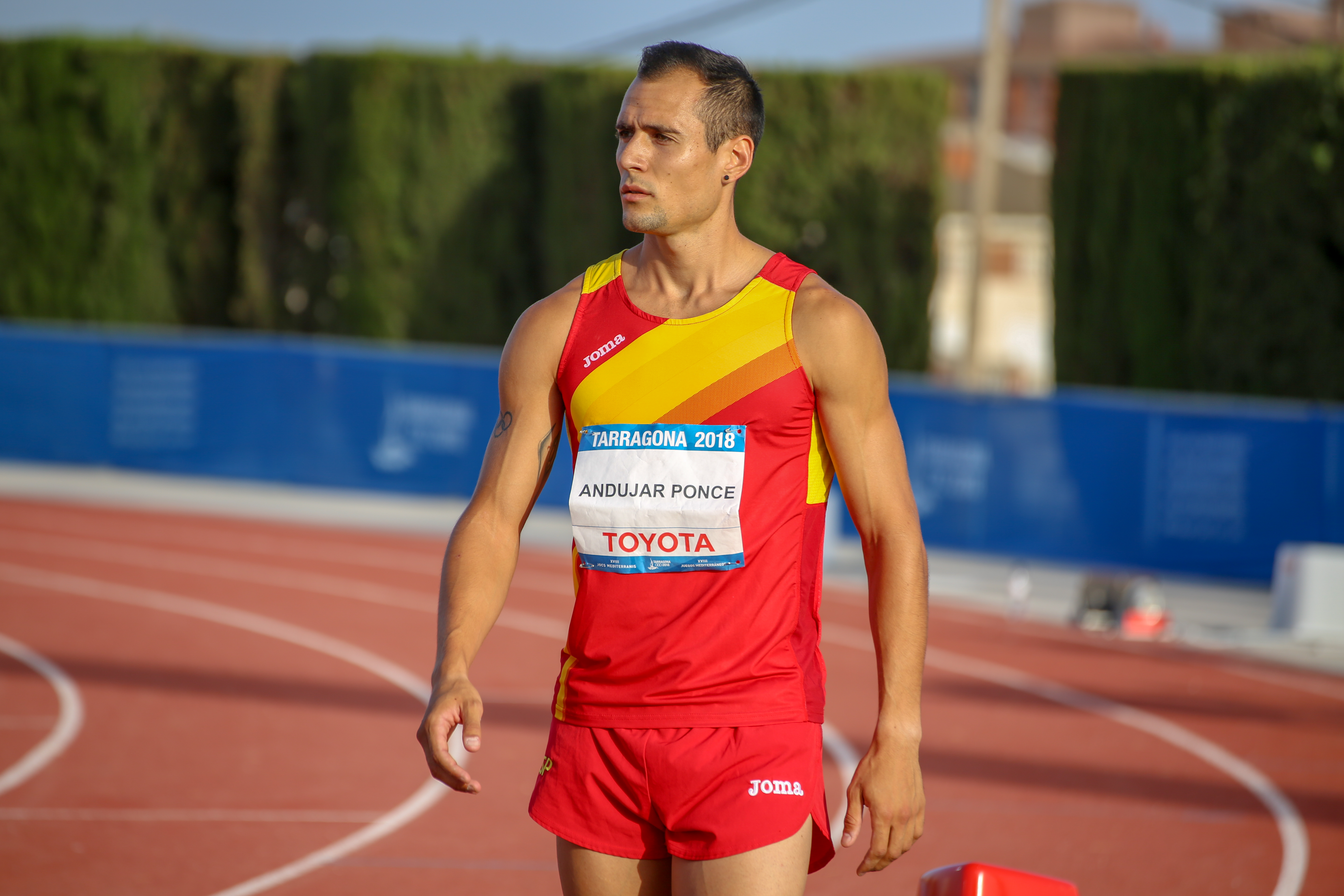
Daniel Andújar – ausgeschieden als Vierter des siebten Vorlaufs
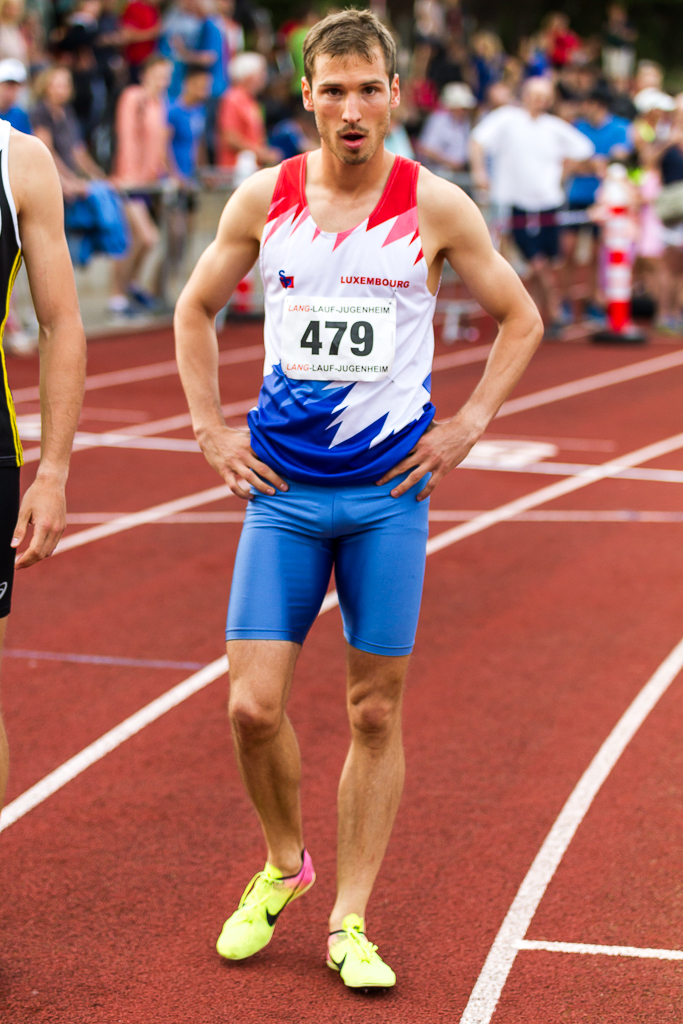
Charles Grethen – ausgeschieden als Fünfter des siebten Vorlaufs
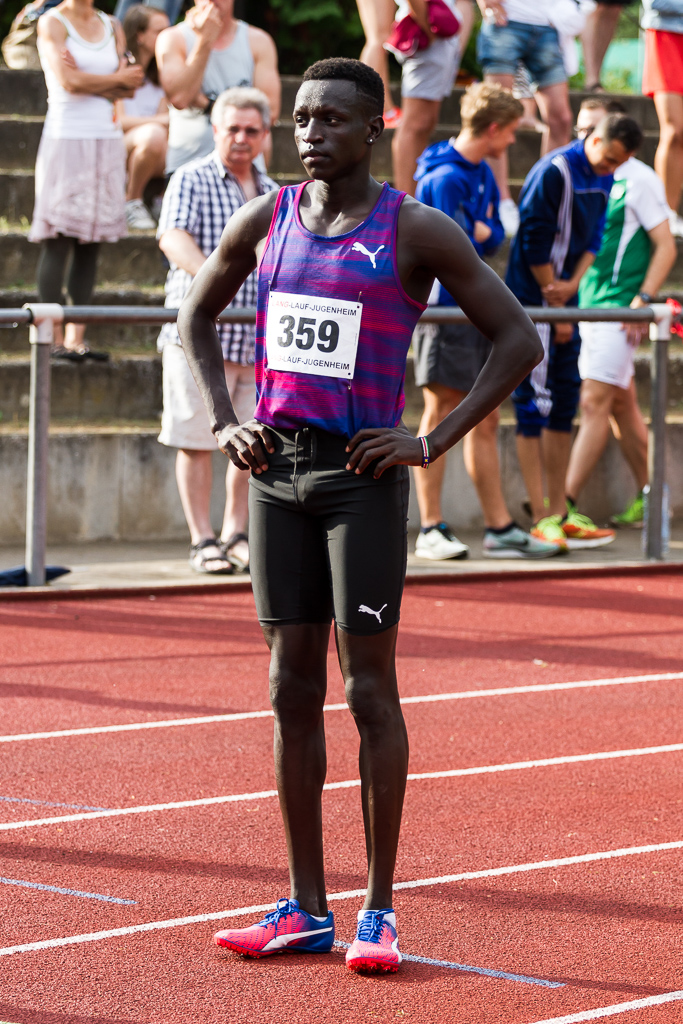
Peter Bol – ausgeschieden als Sechster des siebten Vorlaufs

12. August 2016, 10:58 Uhr
| Platz | Name                     | Nation                       | Zeit        |
| ----- | ------------------------ | ---------------------------- | ----------- |
| 1     | Pierre-Ambroise Bosse    | Frankreich                   | 1:48,12 min |
| 2     | Mohammed Aman            | Äthiopien                    | 1:48,33 min |
| 3     | Amine Belferar           | Algerien                     | 1:48,40 min |
| 4     | Daniel Andújar           | Spanien                      | 1:48,50 min |
| 5     | Charles Grethen          | Luxemburg                    | 1:48,93 min |
| 6     | Peter Bol                | Australien                   | 1:49,36 min |
| 7     | Francky-Edgard Mbotto    | Zentralafrikanische Republik | 1:52,97 min |
| DNS   | Musaeb Abdulrahman Balla | Katar                        |             |

## Halbfinale
Das Halbfinale wurde in drei Läufen ausgetragen. Für das Finale qualifizierten sich pro Lauf die ersten zwei Athleten (hellblau unterlegt). Darüber hinaus kamen die zwei Zeitschnellsten, die sogenannten Lucky Loser (hellgrün unterlegt), weiter.

### Lauf 1

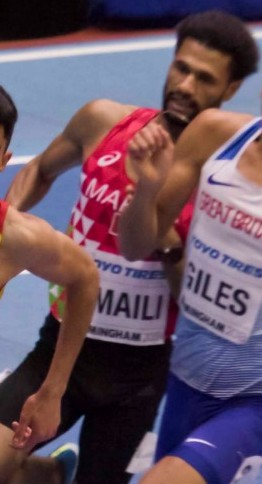
Mostafa Smaili – ausgeschieden als Fünfter des ersten Halbfinals
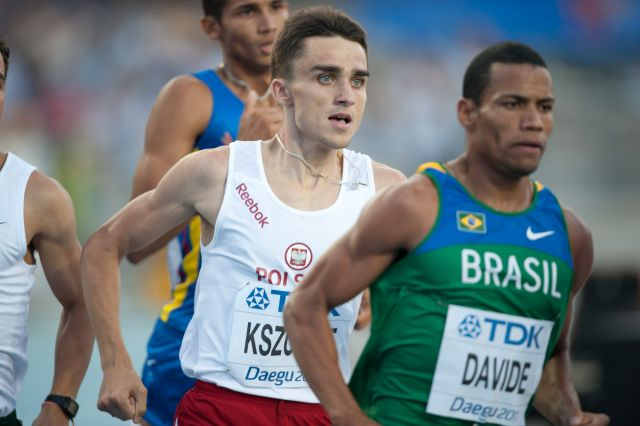
Kleberson Davide (ganz rechts) – ausgeschieden als Sechster des ersten Halbfinals
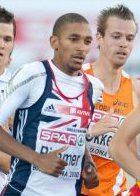
Michael Rimmer – ausgeschieden als Achter des ersten Halbfinals

13. August 2016, 22.08 Uhr
| Platz | Name                      | Nation         | Zeit (min) |
| ----- | ------------------------- | -------------- | ---------- |
| 1     | Pierre-Ambroise Bosse     | Frankreich     | 1:43,85    |
| 2     | Taoufik Makhloufi         | Algerien       | 1:43,85    |
| 3     | Marcin Lewandowski        | Polen          | 1:44,56    |
| 4     | Ferguson Cheruiyot Rotich | Kenia          | 1:44,65    |
| 5     | Mostafa Smaili            | Marokko        | 1:45,78    |
| 6     | Kleberson Davide          | Brasilien      | 1:46,19    |
| 7     | Andrés Arroyo             | Puerto Rico    | 1:46,74    |
| 8     | Michael Rimmer            | Großbritannien | 1:46,80    |

### Lauf 2
| Platz | Name                 | Nation                  | Zeit (min) |
| ----- | -------------------- | ----------------------- | ---------- |
| 1     | Alfred Kipketer      | Kenia                   | 1:44,38    |
| 2     | Boris Berian         | USA                     | 1:44,56    |
| 3     | Yassine Hethat       | Algerien                | 1:44,81    |
| 4     | Amel Tuka            | Bosnien und Herzegowina | 1:45,24    |
| 5     | Rynardt van Rensburg | Südafrika               | 1:45,33    |
| 6     | Brandon McBride      | Kanada                  | 1:45,41    |
| 7     | Andreas Bube         | Dänemark                | 1:45,87    |
| 8     | Mohammed Aman        | Äthiopien               | 1:46,14    |

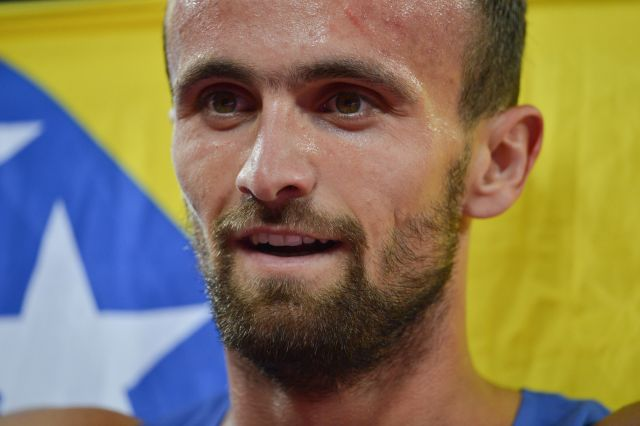
Amel Tuka – ausgeschieden
als Vierter des zweiten Halbfinals

Weitere im zweiten Halbfinale ausgeschiedene Läufer:

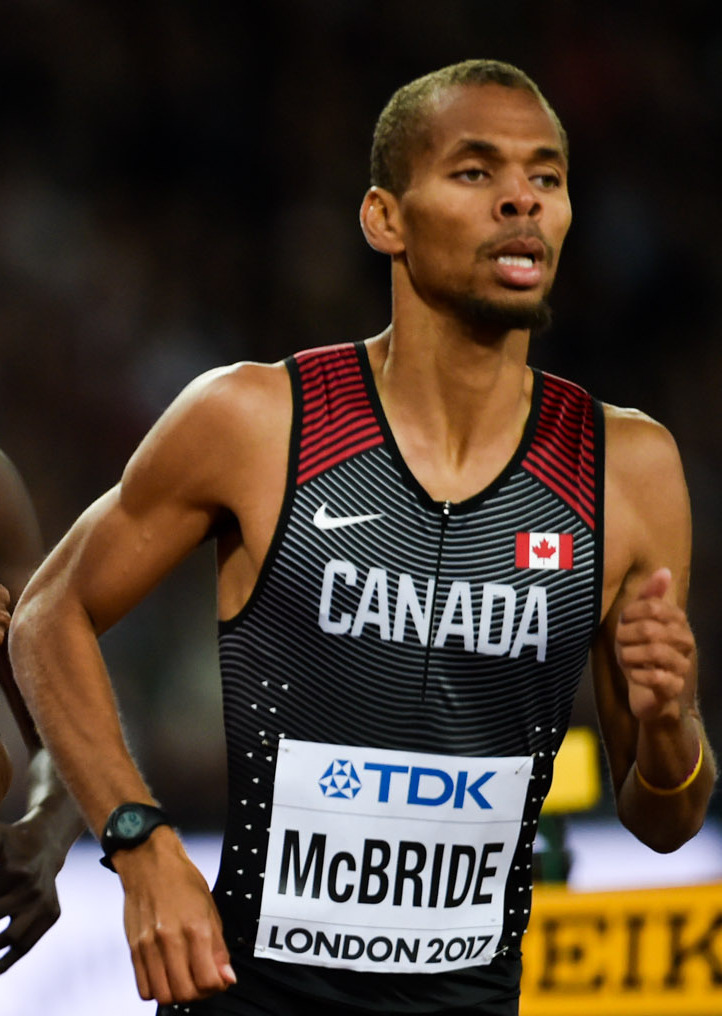
Brandon McBride – Rang sechs
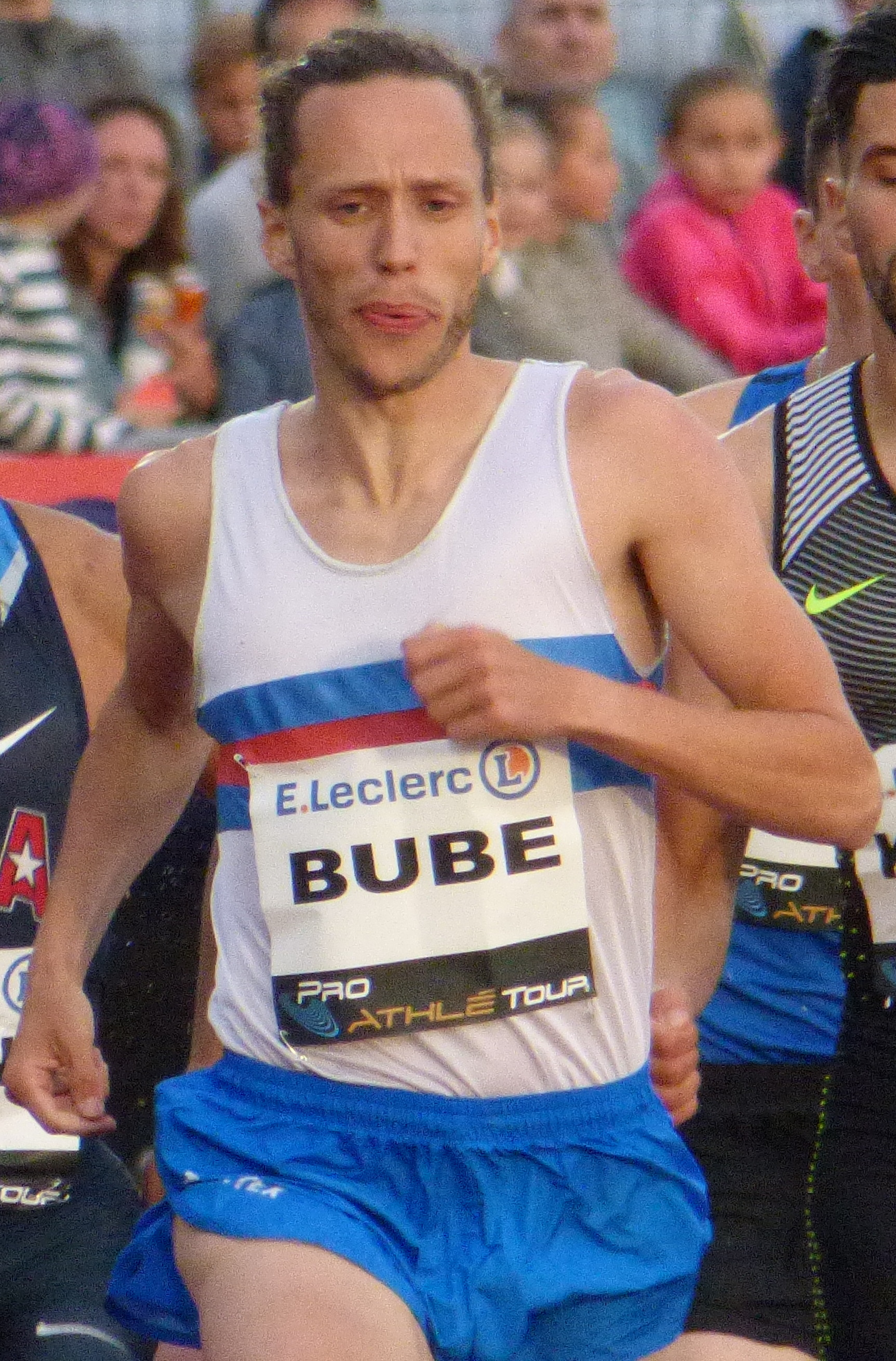
Andreas Bube – Rang sieben
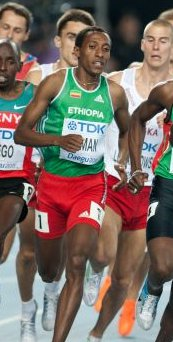
Mohammed Aman – Rang acht

### Lauf 3
13. August 2016, 22.26 Uhr
| Platz | Name                 | Nation    | Zeit (min) |
| ----- | -------------------- | --------- | ---------- |
| 1     | David Lekuta Rudisha | Kenia     | 1:43,88    |
| 2     | Clayton Murphy       | USA       | 1:44,30    |
| 3     | Adam Kszczot         | Polen     | 1:44,70    |
| 4     | Ayanleh Souleiman    | Dschibuti | 1:45,19    |
| 5     | Mark English         | Irland    | 1:45,93    |
| 6     | Giordano Benedetti   | Italien   | 1:46,41    |
| 7     | Amine Belferar       | Algerien  | 1:46,55    |
| 8     | Hamada Mohamed       | Ägypten   | 1:48,17    |

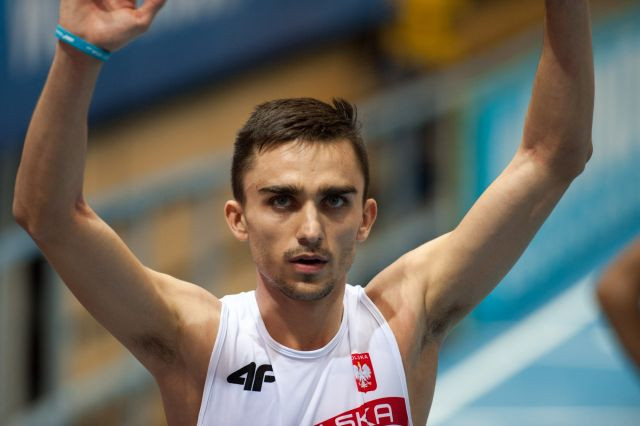
Adam Kszczot – ausgeschieden
als Dritter des dritten Halbfinals

Weitere im dritten Halbfinale ausgeschiedene Läufer:

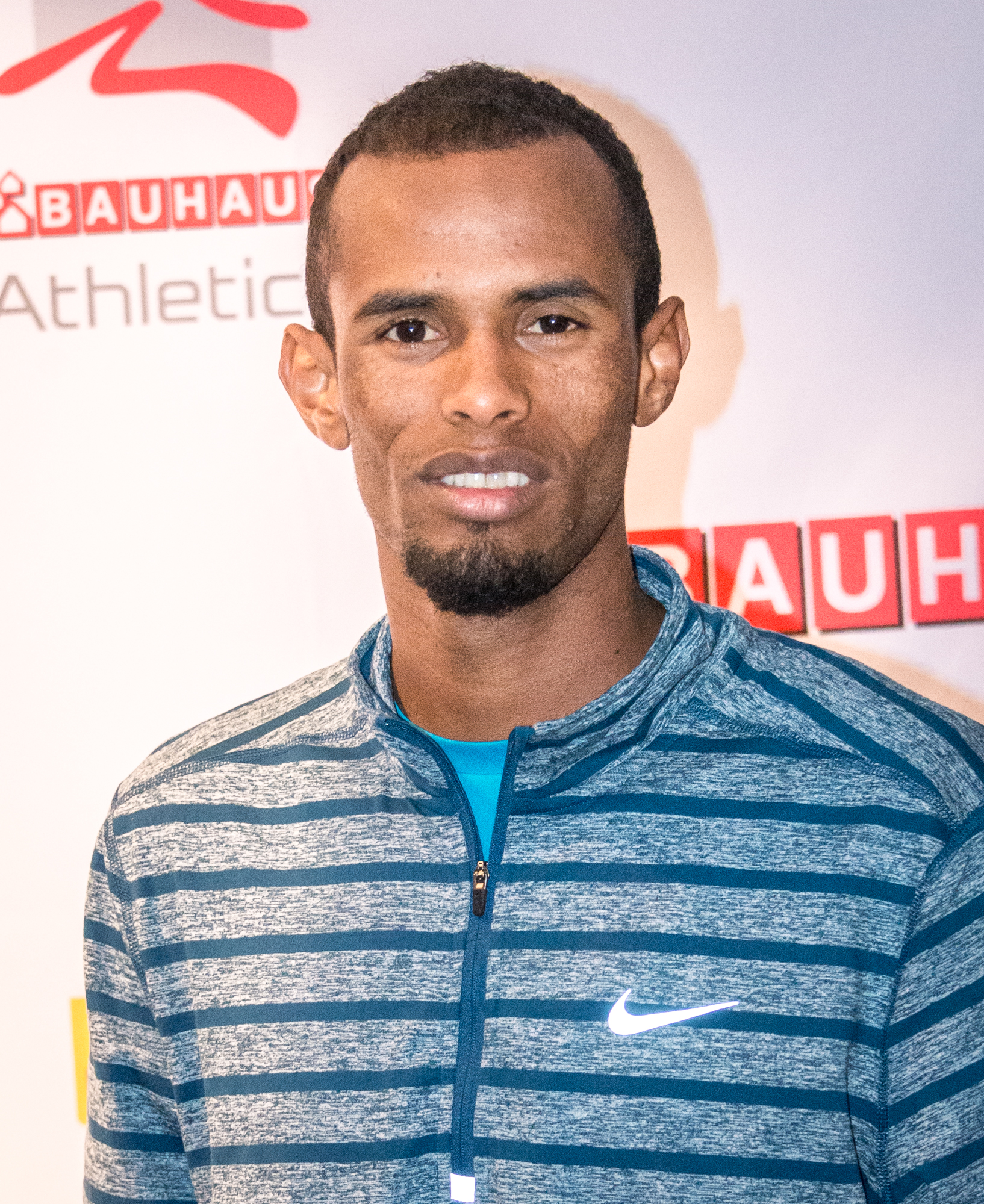
Ayanleh Souleiman – Rang vier
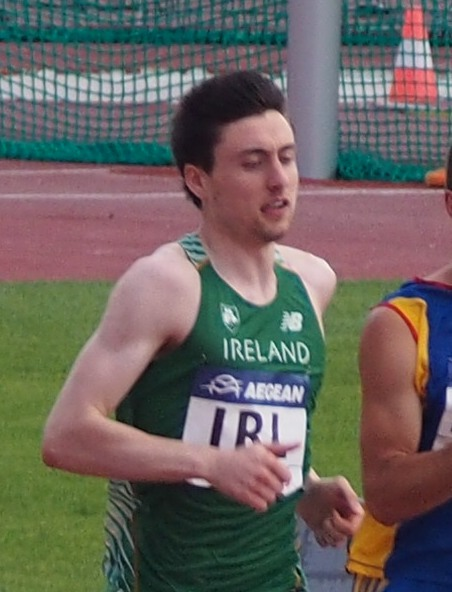
Mark English – Rang fünf
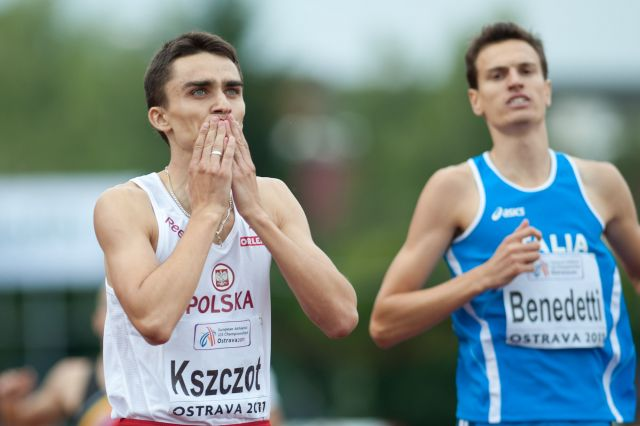
Giordano Benedetti (rechts) – Rang sechs

## Finale
15. August 2016, 22.45 Uhr
| Platz | Name                      | Nation     | Zeit (min) | Anmerkung |
| ----- | ------------------------- | ---------- | ---------- | --------- |
| 1     | David Lekuta Rudisha      | Kenia      | 1:42,15    |           |
| 2     | Taoufik Makhloufi         | Algerien   | 1:42,61    | NR        |
| 3     | Clayton Murphy            | USA        | 1:42,93    |           |
| 4     | Pierre-Ambroise Bosse     | Frankreich | 1:43,41    |           |
| 5     | Ferguson Cheruiyot Rotich | Kenia      | 1:43,55    |           |
| 6     | Marcin Lewandowski        | Polen      | 1:44,20    |           |
| 7     | Alfred Kipketer           | Kenia      | 1:46,02    |           |
| 8     | Boris Berian              | USA        | 1:46,15    |           |

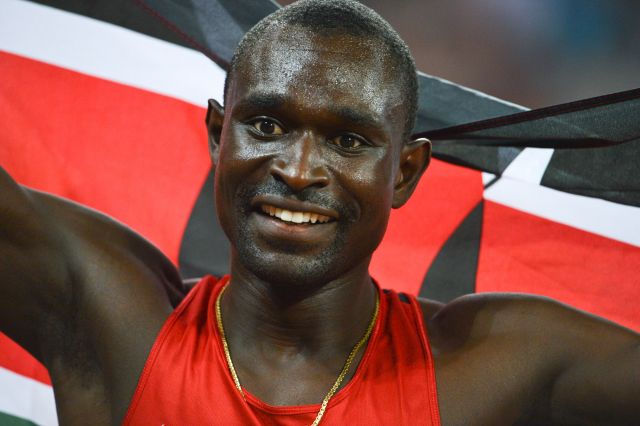
David Rudisha sicherte sich seinen
zweiten Olympiasieg in Folge

Qualifiziert hatten sich alle drei Kenianer sowie zwei US-Amerikaner. Hinzu kamen je ein Teilnehmer aus Algerien, Frankreich und Polen.
Topfavorit war der auf Bahn drei startende kenianische Olympiasieger von 2012, Weltmeister von 2015 und Weltrekordler David Lekuta Rudisha. Gleich zu Beginn schlug er ein hohes Tempo an und hatte zu seinem Nebenmann auf Bahn vier, dem Franzosen Pierre-Ambroise Bosse, aufgeschlossen. Die Führung nach zweihundert Metern übernahm Rudishas Landsmann Alfred Kipketer, der nach einer Zwischenzeit von sehr schnellen 49,23 s das Feld in die letzte Runde führte. Mit drei Metern Abstand folgten Rudisha, Bosse und der US-Läufer Boris Berian. Knapp dreihundert Meter vor dem Ziel ging dann Rudisha nach vorne, setzte sich von seinen Verfolgern ab und war nicht mehr einzuholen. In der letzten Kurve erhöhte auch Bosse das Tempo und übernahm die zweite Position. Doch sechzig Meter vor dem Ziel wurde der Franzose vom Algerier Taoufik Makhloufi gestellt und passiert. Auch der US-Läufer Clayton Murphy, der sich Bronze sicherte, zog an dem nachlassenden Bosse vorbei, sodass es keine Medaille für den Franzosen gab. Knapp hinter ihm belegte der Kenianer Ferguson Cheruiyot Rotich Rang fünf vor Vizeeuropameister Marcin Lewandowski aus Polen.
Es war ein schnelles Rennen. Silbermedaillengewinner Taoufik Makhloufi stellte einen neuen algerischen Landesrekord auf, die ersten Drei blieben unter 1:43 Minuten.
David Lekuta Rudisha gewann seine persönliche zweite und die für Kenia dritte Goldmedaille in Folge in dieser Disziplin.

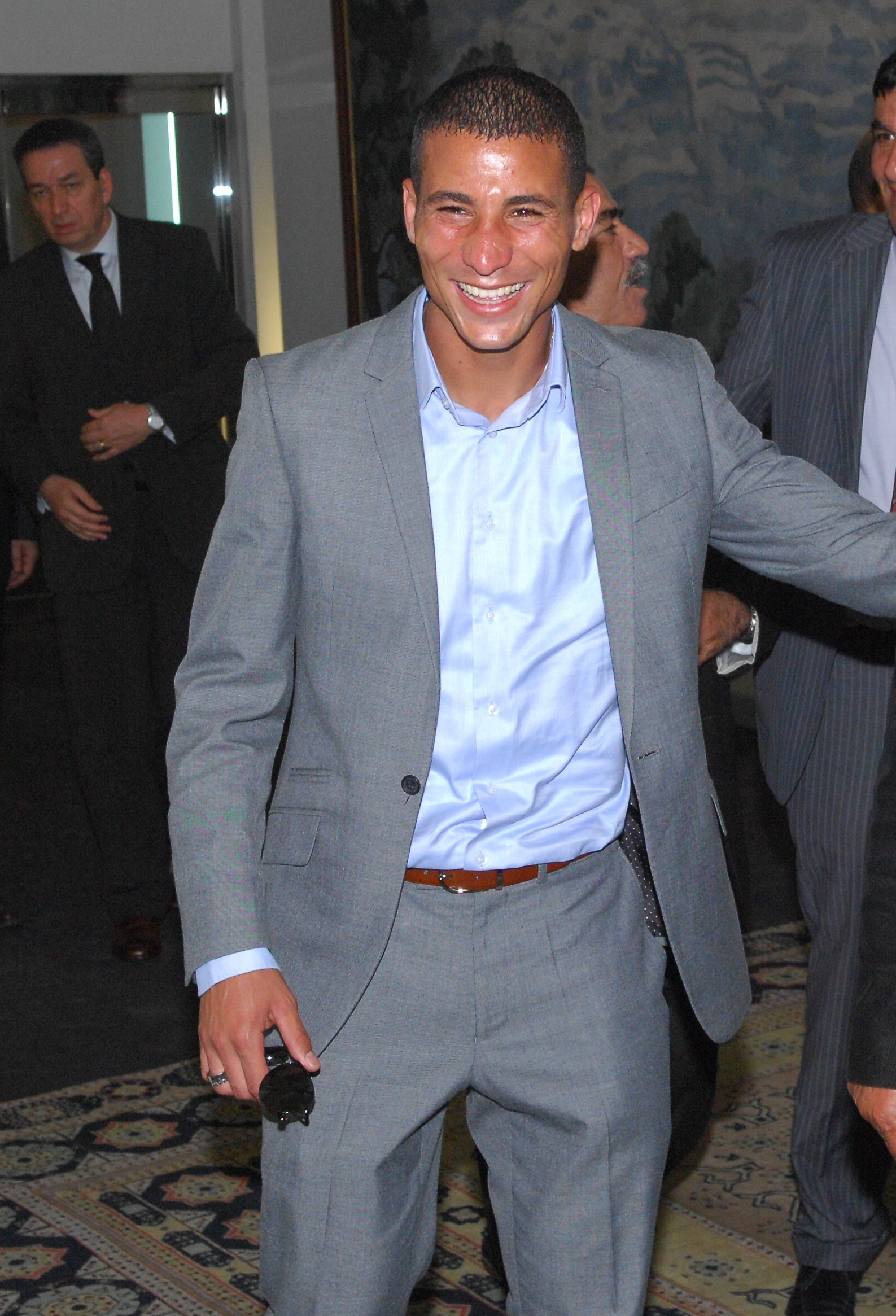
Gewinner der Silbermedaille: Taoufik Makhloufi
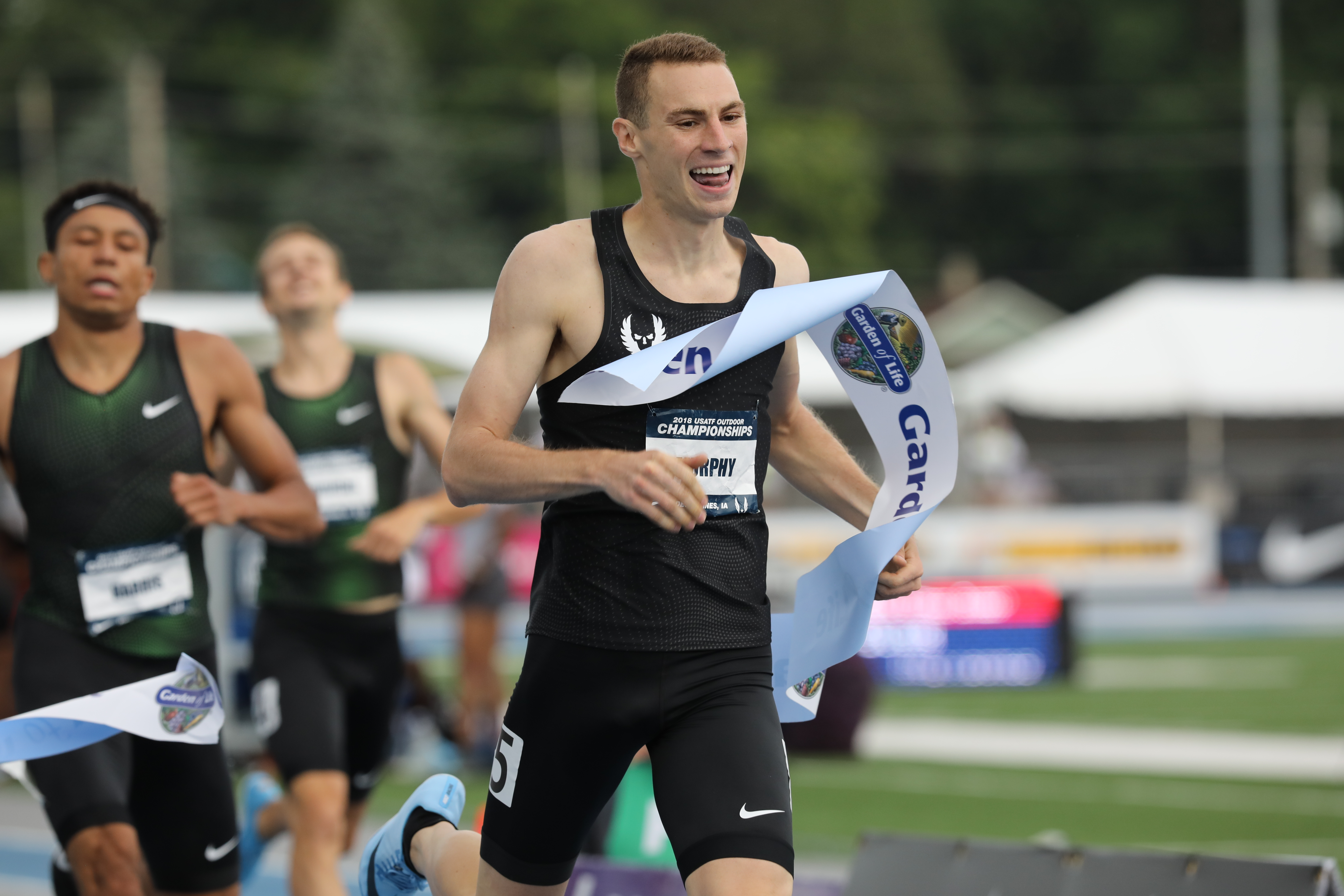
Bronzemedaillengewinner: Clayton Murphy
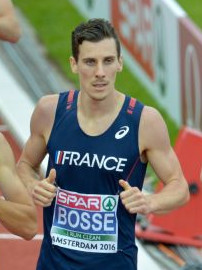
Pierre-Ambroise Bosse belegte Rang vier
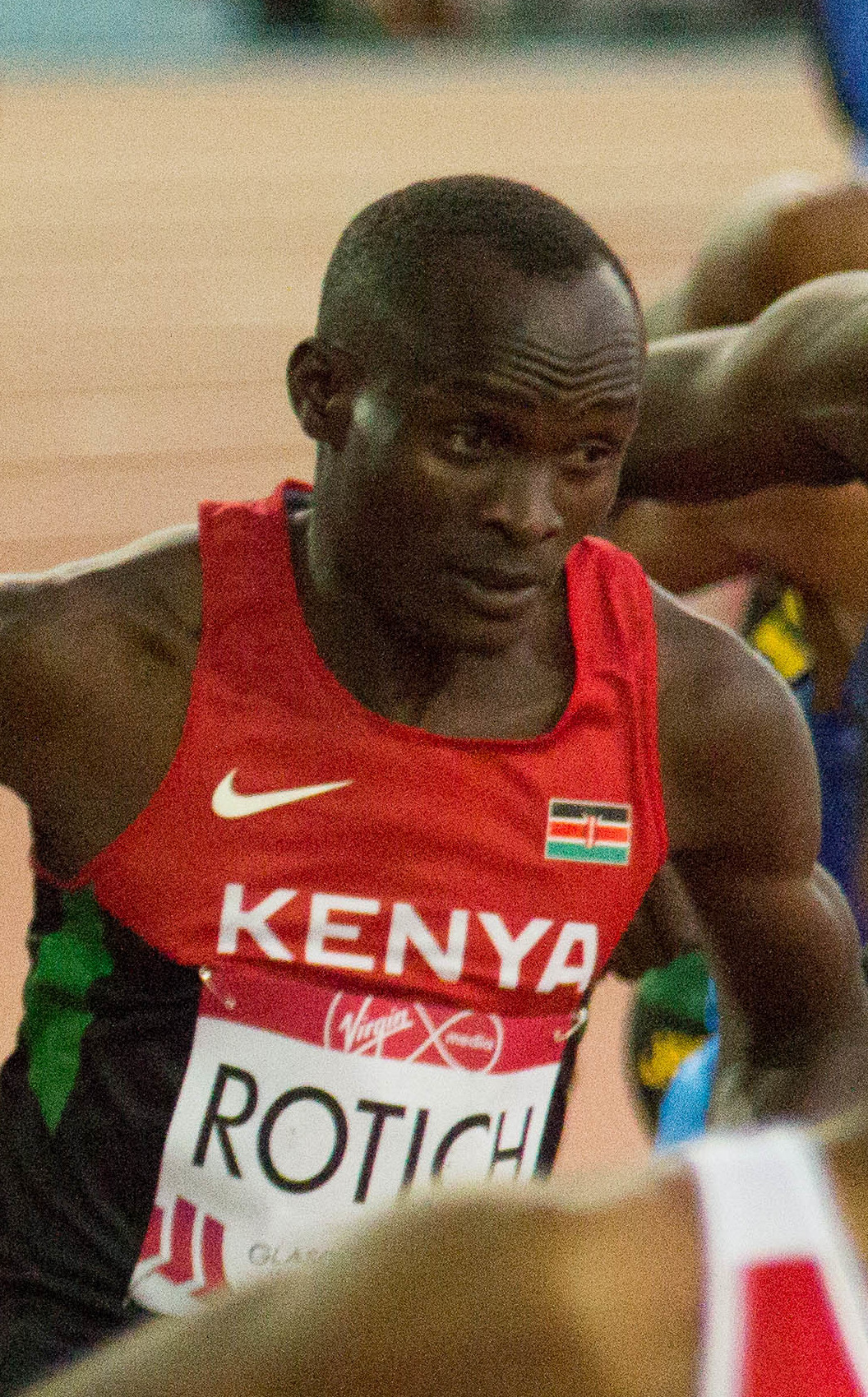
Rang fünf Ferguson Cheruiyot Rotich

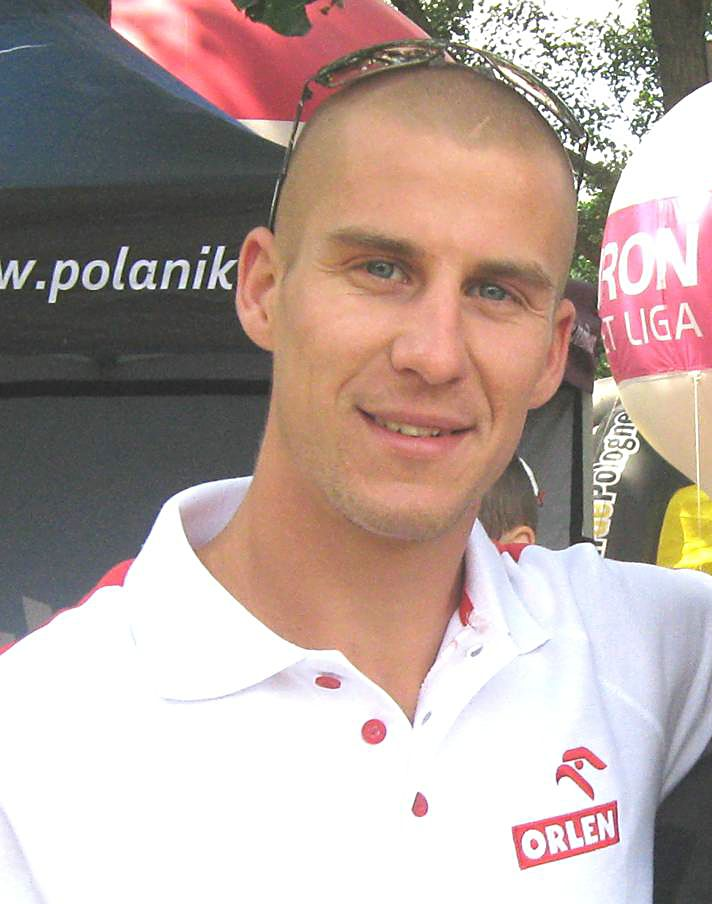
Marcin Lewandowski kam auf den sechsten Platz
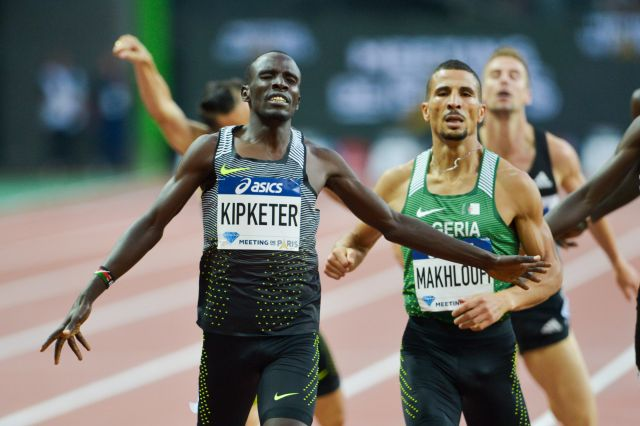
Alfred Kipketer (hier in Paris vor Taoufik Makhloufi) belegte Rang sieben
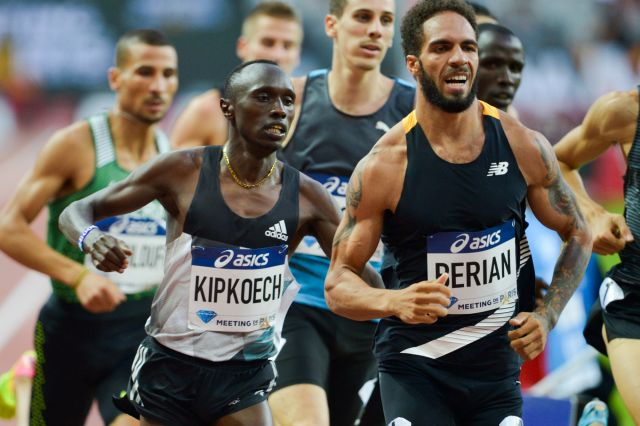
Boris Berian (hier in Paris) wurde Olympiaachter

## Videolinks
- Rudisha Breaks World Record - Men's 800m Final, London 2012 Olympics, youtube.com, abgerufen am 26. April 2022
- Rudisha retains 800m crown, youtube.com, abgerufen am 26. April 2022